# Oryzopsis webberi
Oryzopsis webberi là một loài thực vật có hoa trong họ Hòa thảo. Loài này được (Thurb.) Benth. ex Vasey mô tả khoa học đầu tiên năm 1883.